# The Song Remains the Same (píseň)
"The Song Remains the Same" je píseň od anglické rockové skupiny Led Zeppelin. Je úvodní písní alba Houses of the Holy z roku 1973.
Píseň zdůrazňuje vícestopá nahrávka nespoutané kytary Jimmyho Page a vokály zpěváka Roberta Planta. Byl to Plantův hold world music, odrážející jeho přesvědčení, že hudba je univerzální. Studiová verze měla mírně zrychlené vokály, čímž bylo dosaženo vyšších poloh Plantova hlasu, než obvykle.
Píseň byla původně instrumentální a měla pracovní název "The Overture" (Úvod). Pak k ní Plant napsal text a dočasně se jí říkalo "The Campaign" (Kampaň nebo Tažení), pak se však kapela shodla na názvu "The Song Remains the Same" (Píseň zůstává stejná). Píseň nese některé podobné znaky jako instrumentálka "Tinker Tailor Soldier Sailor", kterou Page nahrál se skupinou Yardbirds.
Píseň "The Song Remains the Same" byla uvedena na filmu z koncertu skupiny Led Zeppelin z roku 1976 a současně bylo vydáno album soundtrack k filmu. Stejný titul písně byl použit pro film i pro album.
Jason Bonham, syn zemřelého bubeníka skupiny Led Zeppelin Johna Bonhama, nahrál cover verzi této písně na svém albu z roku 1997 In the Name of My Father - The Zepset
Progressive metalová skupina Dream Theater vydala směs písní Led Zeppelin na svém EP z roku 1995 A Change of Seasons, které otvírala část písně "The Song Remains the Same".
Skupina Dread Zeppelin, která paroduje Led Zeppelin, nahrála tuto píseň na svém albu 5.000.000. Vydala též album nazvané The Song Remains Insane jako slovní hříčku narážející na tuto píseň.